# Chaetonychia cymosa
La sanguinaria menuda o Chaetonychia cymosa es la única especie del género monotípico Chaetonychia,  perteneciente a la familia de las cariofiláceas. Es originaria del Sur de Europa y Norte de África.

## Descripción
Es una planta que alcanza un tamaño de 3-10(15) cm de altura, grácil. Tallos erectos, a menudo ramificados pseudo-dicotómicamente desde la base, flocoso-pubescentes. Hojas lineares, cuspidadas, aparentemente verticiladas por la presencia de brotes axilares; las mayores de cada entrenudo 5-6 x 0,8 mm; estípulas 1-2 mm, subuladas, escariosas. Inflorescencias en grupos umbeliformes de cimas escorpioideas, glomerulares en la antesis, espiciformes en la fructificación; brácteas más cortas que las flores, es-cosas. Sépalos exteriores patentes en la antesis, de 1,5-2,5 mm, con la porción central verde o rojiza, trinerve, y de anchos márgenes escariosos -triangulares en su mitad basal; sépalos interiores erectos en la antesis, más estrechos, oblongo-lineares, papiloso-glandulosos en el nervio medio y con una vesícula blanco-escariosa en posición dorsiapica. Estambres 2-5, insertos en un disco. Ovario ovoideo; estilo muy corto; estigma oscuramente bilobado. Aquenio de 0,9 x 0,35 mm. Tiene un número de cromosomas de 2n = 14.

## Distribución y hábitat
Se encuentra en lugares abiertos, en suelos arenosos silíceos; a una altitud de 0-1400 metros en la península ibérica, S de Francia, Córcega, Cerdeña, Marruecos y Túnez. Dispersa de preferencia en la mitad W de la península ibérica, faltando en Baleares, en Andalucía aparece en Sierra Norte sevillana, Aracena, Andévalo, Campiña de Huelva, Condado-Aljarafe, Litoral, Campiña Baja gaditana, Algeciras.

## Taxonomía
Chaetonychia cymosa fue descrita por  (L.) Sweet y publicado en Hortus Britannicus ed. 3: 263. 1839.
Sinonimia
- Illecebrum cymosum L.	basónimo
- Illecebrum thymifolium Pourr. ex Willk. & Lange
- Paronychia cymosa (L.) DC.
- Plottzia cymosa (L.) Samp.[4]